# Rune Säll

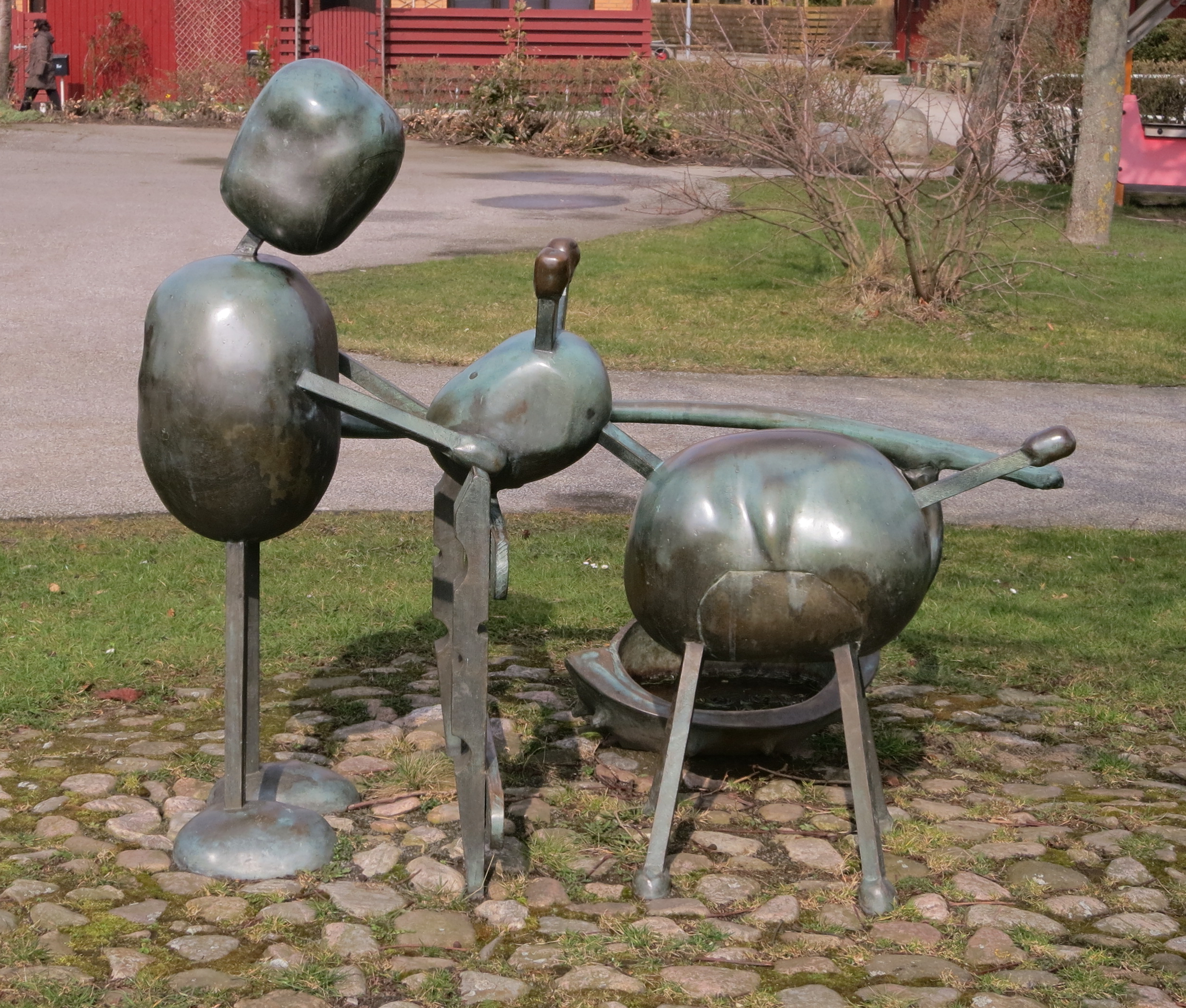
Kastanjer i Malmö

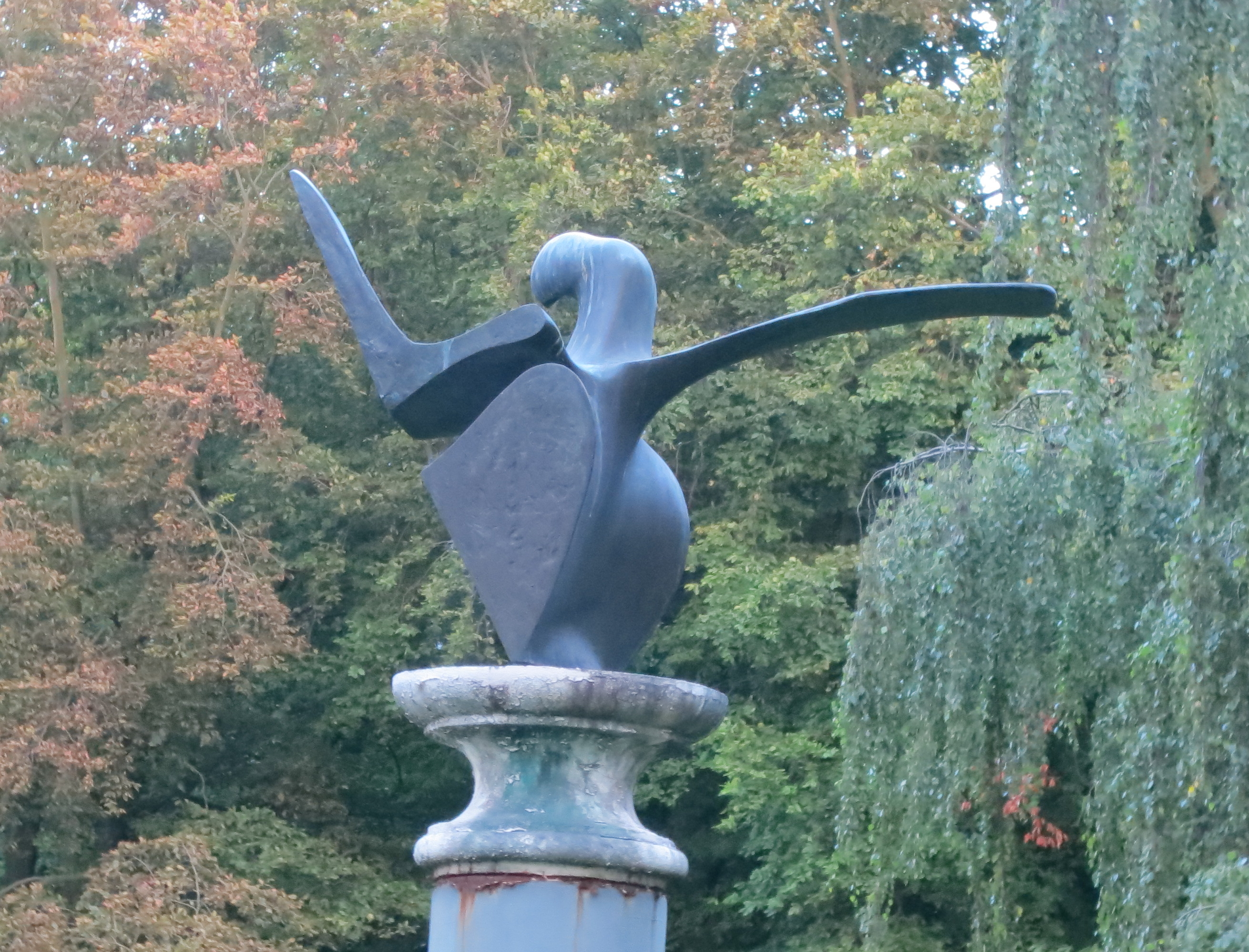
Kota i Malmö

Nils Rune Säll, född 8 oktober 1928 i Malmö Sankt Petri församling, död 15 februari 2002 i Bunkeflo församling, Malmö, var en svensk skulptör och slöjdlärare.
Han är son till trädgårdsmästaren Nils Henning Säll och Jenny Dorotea Johansson och från 1948 gift med telefonisten Maj-Britt Andersson. Vid sidan av sitt yrke som slöjdlärare var Säll verksam som skulptör. Han var huvudsakligen autodidakt. I slutet av 1950-talet och början av 1960-talet visade han för att vara autodidakt en anmärkningsvärd förmåga att uttrycka sig i sina skulpturstudier. Hans skulptur Kapilist som består av en gammal kassaapparat som fått huvud och armar väckte stor i uppmärksahet när den visades första gången. Han medverkade i Skånes konstförenings höstutställningar i Lund och i Limhamns konstförenings utställning Facett på Malmö rådhus. Han deltog i grupputställningar i Ystad och Trelleborg samt Stockholmssalongerna och Nutida svensk skulptur på Liljevalchs konsthall i Stockholm. Vid en tävling om utsmyckning av ett bostadsområde i Visby 1966 köptes en av hans skulpturer för placering inom området. Hans konst består av skulpturer utförda i trä, terrakotta, gips, svetsat järn, koppar och metallskrot. Säll är begravd på Limhamns kyrkogård. 

## Offentliga verk i urval
- Kota, brons och stål, 1988, Roskildevägen 29 A i Malmö
- Ryttarstaty, brons, 1981, Skönadals centrum i Hofterup
- Lär mig du fjäril, 1971, Minneslunden i Lomma

- Genom boken till kunskap, bronsrelief, 1976, tidigare Norrehedskolan i Helsingborg
- Kastanjer, brons, 1981, Lindeborgsgatan 69 (baksidan) i Malmö